# Peridiscaceae
Peridiscaceae — родина квіткових рослин із порядку Saxifragales. Чотири роди складають цю родину: Medusandra, Soyauxia, Peridiscus, Whittonia, із загалом 12 відомих видів. Він має розрізнене поширення: Peridiscus зустрічається у Венесуелі та північній Бразилії, Whittonia у Гаяні, Medusandra у Камеруні та Soyauxia у тропічній Західній Африці. Віттонія, ймовірно, вимерла, оскільки відома лише за одним зразком, зібраним нижче водоспаду Кайтеур у Гаяні. У 2006 році археологи намагалися відкрити його заново, але це виявилося безуспішним. Лише в 2009 році всі чотири роди були об'єднані в єдину родину.
Кладограма:

|  | Soyauxia                                                 |
|  |                                                          |
|  | \| \| Peridiscus \| \| \| \| \| \| Whittonia \| \| \| \| |
|  |                                                          |
|  | Peridiscus                                               |
|  |                                                          |
|  | Whittonia                                                |
|  |                                                          |

|  | Peridiscus |
|  |            |
|  | Whittonia  |
|  |            |

|  | Soyauxia                                                 |
|  |                                                          |
|  | \| \| Peridiscus \| \| \| \| \| \| Whittonia \| \| \| \| |
|  |                                                          |
|  | Peridiscus                                               |
|  |                                                          |
|  | Whittonia                                                |
|  |                                                          |

|  | Peridiscus |
|  |            |
|  | Whittonia  |
|  |            |